# Andrásofszky Tibor
Andrásofszky Tibor (Kolozsvár, 1914. július 31. – Marosvásárhely, 1978. május 27.) idegsebész, orvosi szakíró.

## Szakmai munkássága
Az idegsebészet előadótanára (1949), doktor docens (1954), professzor (1959), majd 1974-től konzultáns tanár a marosvásárhelyi OGYI-ban. Az intézet rektora (1953-64), az Orvosi Szemle-Revista Medicală főszerkesztője (1955-64), a bukaresti Neurologie munkatársa. Közíróként az orvosi felsőoktatás kérdéseivel foglalkozott. Társszerzője a Miskolczy Dezső akadémikus szerkesztette Idegkórtan (1958) c. tankönyvnek.